# Grigorij Morozow
Grigorij Morozow (ur. 6 czerwca 1994 w Iżewsku) – rosyjski piłkarz grający jako boczny obrońca.

## Kariera piłkarska
Zaczął trenować piłkę nożną w wieku 10 lat w Akademii im. Konopliowa w Togliatti. W 2012 znalazł się w klubie, któremu kibicował jego wujek – Dinamo Moskwa. Latem 2014 roku zaczął trenować z pierwszą drużyną.
2 sierpnia 2015 zadebiutował w pierwszym składzie Dinama Moskwa, w meczu z Lokomotiwem, i zdobył gola na wagę remisu. W 2015 miał propozycje z innych rosyjskich klubów: Krylia Sowietow Samara i Kubań Krasnodar, jednak przedłużył kontrakt z moskiewskim klubem.
W latach 2014–2015 występował w młodzieżowej reprezentacji Rosji.
W sezonie 2016/17 wygrał z Dinamem rozgrywki Pierwszej Dywizji.